# 庫帕里索斯

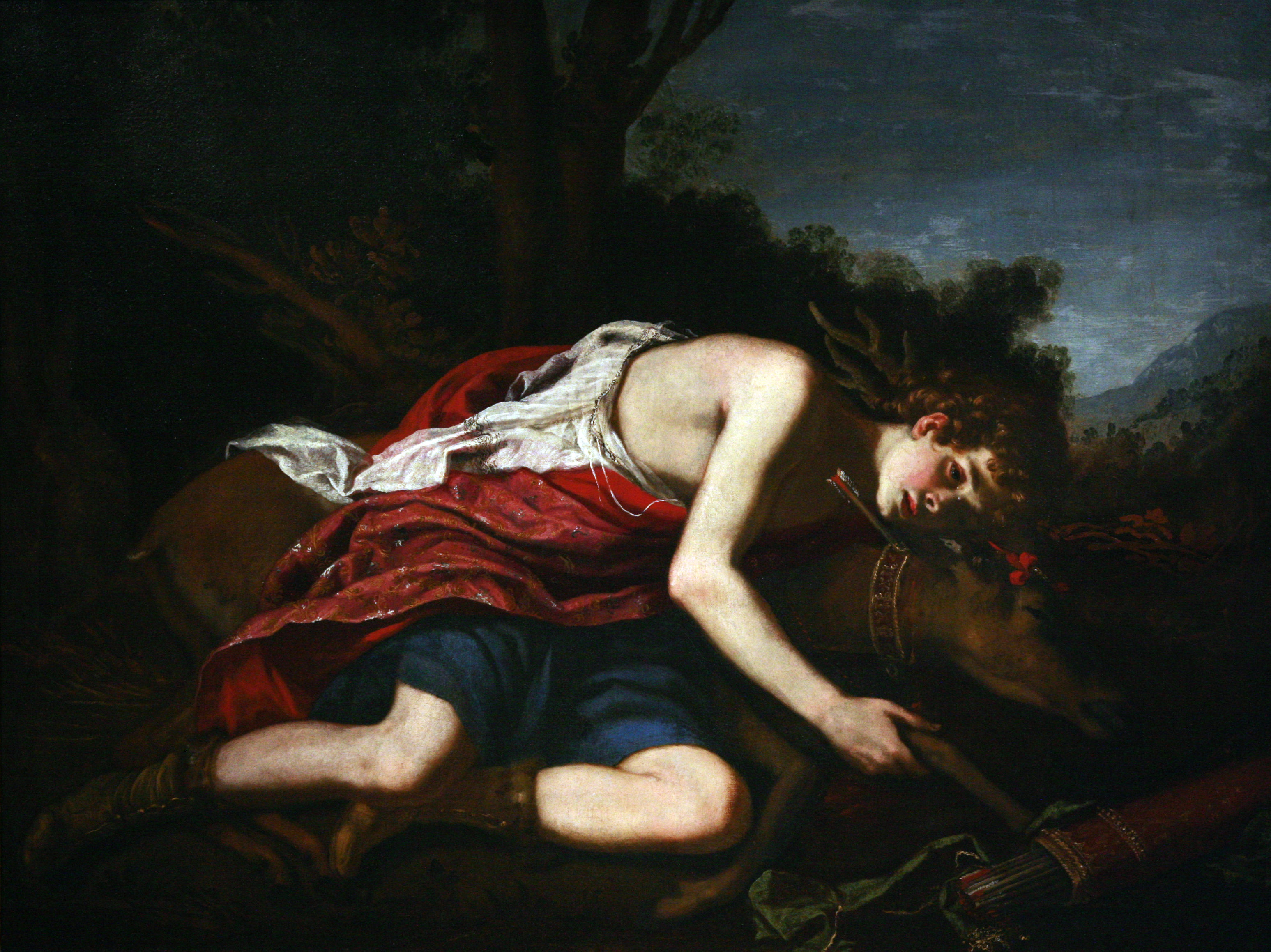
庫帕里索斯，Jacopo Vignali繪

庫帕里索斯（Cyparissus，希臘文：Κυπάρισσος）是希臘神話中的一個人物。他是阿波羅的男性情人之一。
庫帕里索斯是忒勒福斯之子，赫拉克勒斯的一個孫子。在流傳最廣的故事版本裡，他有一隻鹿寵物，在狩獵時意外用標槍殺死了鹿；庫帕里索斯悲傷至極，讓他化成了柏木，是古希腊罗马神话哀悼的經典象徵。柏木屬的拉丁學名cupressus即來自於庫帕里索斯的名字。

### 書籍
- Brill’s New Pauly: Encyclopaedia of the Ancient World. Antiquity, Volume 3, Cat-Cyp, editors: Hubert Cancik, Helmuth Schneider, Brill, 2003. ISBN 978-90-04-12266-6. Online version at Brill （页面存档备份，存于）.
- Servius, Servii grammatici qui feruntur in Vergilii carmina commentarii, Volume I, edited by Georgius Thilo and Hermannus Hagen, Bibliotheca Teubneriana, Leipzig, Teubner, 1881. Internet Archive. Online version at the Perseus Digital Library （页面存档备份，存于）.

## 外部
维基共享资源上的相關多媒體資源：庫帕里索斯